# اختلال عند الحافة
اختلال موضعي عند الحافة (ELM) هو عدم استقرار سلبي يحدث في منطقة حافة بلازما توكاماك بسبب استرخاء شبه دوري لحاجز النقل الذي يتشكل مسبقًا أثناء الانتقال من وضع الحبس المنخفض إلى وضع الحبس الشديد . لوحظت هذه الظاهرة لأول مرة في ASDEX tokamak في عام 1981. تعمل تأثيرات مغناطيسية في معادلات النموذج على زيادة معلمة المساحة الفراغية التي يمكن فيها استنباط حلول زجزاجية متكرر مقارنةً بالنموذج المقاوم MHD . في أمكان عدم الاستقرار قرب الحافة ضياع نحو 20 % من طاقة المفاعل.

## مشاكل
يعد الاختلال قرب حافة التكاماك تحديًا كبيرًا في أبحاث الاندماج بطريقة الاندماج المغناطيسي باستخدام التوكاماك حيث يمكن أن تؤدي حالات عدم الاستقرار هذه إلى:
- تلف مكونات الجدار (خاصة لوحات التحويل ) بسبب إطاحتها نظرا إلى معدل نقل الطاقة المرتفع للغاية (في حدود جيجاوات / متر 2 ) ؛ [4]
- يحتمل أن يقترن أو يـٌطلق حالات عدم استقرار أخرى ، مثل وضع الجدار المقاوم (RWM) أو نمط التمزق (NTM).[5]

## الوقاية والسيطرة
حاولت مجموعة متنوعة من التجارب / والمحاكاة تخفيف الضرر من عدم الاستقرار هذا . تشمل التقنيات ما يلي:
- حقن طاقة مغناطيسية ثابتة في غرفة التفاعل كنظام لتقليل مدى الاختلال.
- حقن حبي[ بحاجة لمصدر ]بات لزيادة التردد وبالتالي تقليل شدة رشقات الاختلال ( تحسين ASDEX[ بحاجة لمصدر ] ).
- عدة اختلالات قصيرة الزمن (أقل من الثانية) في التوكاماك tokamaks لمنع تكوين وحدات كبيرة ، ونشر الحرارة المرتبطة بها على مساحة أكبر [6] وفترات زمنية أطول.
- زيادة كثافة البلازما ، وعند الكثافات العالية ، يتم ضبط شكل المجال المغناطيسي الذي يحصر البلازما.[7]

## التاريخ
في عام 2003 ، بدأت تجربة DIII-D إجراء تجارب على الاضطرابات المغناطيسية الرنانة للتحكم في اختلالات البلازما قرب حافة الجدار.
وفي عام 2006 بدأت مبادرة مشروع أستور (Project Aster) لمحاكاة دورة أختلال كاملة بما في ذلك بدايتها ، والمرحلة اللاخطية الشديدة ، وانحلالها. ولكن هذا لا يشكل دورة اختلال ELM "حقيقية" ، لأن دورة الاختلال الحقيقية تتطلب إجراء نمو بطيء بعد الانهيار - و مقاومة حدوث اختلال أخر.
اعتبارًا من أواخر عام 2011 ، أظهرت العديد من مرافق البحث تحكمًا نشطًا أو قمعًا لـلاختلال عند الحافة في بلازما توكاماك. على سبيل المثال ، استخدم KSTAR tokamak توليفة حقول مغناطيسية ثلاثي الأبعاد غير متماثلة لتحقيق هذا الهدف.
في عام 2015 ، تم نشر نتائج أول محاكاة لإثبات تكرار دورة اختلال عند الحافة.
وفي عام 2022 بدأ الباحثون في اختبار فرضية اختلال صغير في تجربة JET لتقييم فائدة هذه التقنية.

## أنظر أيضا
- الاضطرابات المغناطيسية الرنانة ، المستخدمة للتحكم في الاختلالات عند الحافة
- عدم استقرار البلازما
- توكاماك

## للقراءة المتعمقة
- Kirk، A؛ Liu، Yueqiang؛ Chapman، I T؛ Harrison، J؛ Nardon، E؛ Scannell، R؛ Thornton، A J (6 مارس 2013). "Effect of resonant magnetic perturbations on ELMs in connected double null plasmas in MAST". Plasma Physics and Controlled Fusion. ج. 55 ع. 4: 045007. arXiv:1303.0146. Bibcode:2013PPCF...55d5007K. DOI:10.1088/0741-3335/55/4/045007. ISSN:0741-3335.
- Tala، Tuomas؛ Garbet، Xavier (2006). "Physics of Internal Transport Barriers". Comptes Rendus Physique. ج. 7 ع. 6: 622–633. DOI:10.1016/j.crhy.2006.06.005. مؤرشف من الأصل في 2022-09-12. {{استشهاد بدورية محكمة}}: الوسيط غير المعروف |بواسطة= تم تجاهله يقترح استخدام |عبر= (مساعدة)